# Sporožiro
Sporožiro byl běžný účet pro fyzické osoby, který zřizovala Česká spořitelna. Účet byl představen na jaře roku 1972 jako první účet na československém trhu pro obyvatelstvo.[zdroj?] Do té doby byly užívány především vkladní knížky. Od srpna 2007 začal být nahrazován novým produktem Osobní účet. Účet patřil ve své době k nejvyužívanějším v České republice.

## Historie
Česká státní spořitelna uvedla Sporožiro na trh na jaře roku 1972 a byl to tehdy první transakční účet na českém trhu určený fyzickým osobám. Klienti spořitelny, jež za socialismu měla státem definovaný monopol na obsluhu soukromých osob, až do té doby mohli využívat pouze vkladní knížky. Novinka, inspirovaná údajně východoněmeckým bankovnictvím, umožnila i bezhotovostní převody včetně trvalých příkazů. Navíc bylo možné pomocí takzvaných sporožirových šeků vybírat hotovost na všech pobočkách spořitelny, a proto sporožiro postupně vytlačilo cestovní vkladní knížky.
Sporožiro se s rozvojem požadavků trhu a technických možností spořitelny postupně rozvíjelo a získávalo nové vlastnosti a možnosti. Roku 1989 se například v Praze na Václavském náměstí objevil jeden z prvních bankomatů na území Československa. Karty pro výběr peněz ze sporožirových účtů tehdy dostalo prvních 1000 klientů, zaměstnanců banky.
Poslední fáze rozvoje klasického sporožirového účtu koncem 90. let byla spojena s balíčky služeb. Komplexní program pro náročnější klienty, Výhodný program pro běžné klienty či účet Senior pro starší klienty obsahovaly odstupňovanou nabídku služeb. Sporožirový účet již obsahoval všechny základní prvky moderního transakčního účtu jako ovládání pomocí internetu a jiných kanálů přímého bankovnictví, možnost zřízení kontokorentu či nabídku debetních karet nejběžnějších karetních asociací. Sporožiro také nabídlo zvláštní výhodné balíčky pro mládež a studenty či věrnostní Bonus program, společný pro kreditní karty České spořitelny, který při každé platbě kartou u obchodníka přidává body na věrnostní účet klienta, za něž pak klient může nakupovat různé odměny.

## Ukradená data k účtům
V září 1999 proběhla médii aféra, že 21letý správce počítačové sítě z pražského výpočetního střediska České spořitelny anonymně po internetu nabízel data o dvou a půl milionech uživatelů sporožirových účtů a těchto účtech. Reakcí z řad veřejnosti byl i legendární požadavek Věry Pohlové na zakázání „všech těch internetů a počítačů“.

## Zrušení produktu
V srpnu 2007 přišla Česká spořitelna s novým produktem Osobní účet, který tento typ účtu postupně začal nahrazovat. Rozdíl byl ve zrušení standardizovaných balíčků služeb a nahrazení možností poskládat si služby na míru. Nový účet byl modernější, znamenal ale pro některé klienty zdražení v řádu desítek korun měsíčně.